# Kore wa Zombie Desu ka?
Kore wa Zombie Desu ka? (これはゾンビですか?, Isto é um Zumbi?) é uma série de light novel japonesa escrita por Shinichi Kimura e ilustrada por Kobuichi e Muririn, começou a ser publicada pela editora Fujimi Shobo em 20 de janeiro de 2009 e conta até o momento com 8 volumes. A série também possui um mangá escrito pelo autor Shinichi Kimura e ilustrado por Sacchi, a publicação iniciou-se em 9 de janeiro de 2010 na revista Monthly Dragon Age, onde possui até o momento dois volumes. Em maio de 2010 a editora Fujimi Shobo anunciou que a série seria adaptada em anime. A adaptação da série em anime produzida pelo Studio Deen e dirigida por Takaomi Kanasaki iniciou-se em 11 de janeiro de 2011 e foi finalizada em 30 de março de 2011, com 12 episódios. Um OAD foi lançado junto com a 8° edição da light novel em 10 de junho de 2011. Foi anunciada, pela editora Kadokawa Shoten, a produção da segunda temporada do anime.

## Sinopse
A história centraliza-se em um estudante chamado Ayumu Aikawa que foi assassinado por um serial killer. Pouco antes dele morrer ele conhece uma garota chamada Eucliwood Hellscythe (também chamada por ele de Yuu). Como Yuu, é uma necromancer, ela consegue revivê-lo como um zumbi. Ele então continua "vivendo" para procurar seu assassino e conseguir se vingar. Mas após um mês, ele encontra uma Masou Shoujo (um trocadilho com a palavra Mahou shoujo) chamada Haruna e, sem querer, leva seus poderes mágicos, sendo forçado a se tornar um Masou Shoujo e lutar contra monstros chamados "Megalo". Com o tempo uma ninja vampira chamada Seraphim aparece em sua casa, para pedir a ajuda da Yuu em assuntos relacionados a sua vila ninja. Mas ela recusa-se, e após um série de acontecimentos, Seraphim acaba ficando na casa dele. Agora Ayumu que é um Zumbi, tem a companhia de uma Masou Shoujo, de uma Necromancer e de uma Vampira Ninja.

## Personagens
Ayumu Aikawa (相川 歩, Aikawa Ayumu)
Dublado por: Junji Majima
Ayumu é um garoto que foi morto por um serial killer e ressuscitado como um zumbi pela necromante, Eucliwood Hellsythe (Yuu). Como um zumbi, ele é invencível e pode ultrapassar os limites do corpo humano, além de ter uma alta taxa de regeneração. No entanto, ele ainda sente dor e o seu corpo enfraquece ao receber raios solares. Existem também vários aspectos da sua natureza zumbi que Ayumu ainda tem de descobrir, como a capacidade de absorver a magia. Após tirar grande parte dos poderes de Haruha, foi forçado pela mesma a assumir a responsabilidade de ser um Masou Shoujo, e lutar contra os montros chamados "Megalos" em seu lugar.
Eucliwood Hellscythe (ユークリウッド・ヘルサイズ, Yuukuriuddo Herusaizu)
Dublada por: Midori Tsukiyama (principal), Kotono Mitsuishi (Ep1), Mika Kanai (Ep 2), Tomoko Kaneda (Ep 3), Yūko Minaguchi (Ep 4), Satomi Kōrogi (Ep 5), Tange Sakura (Ep 6), Yuki Matsuoka (Ep 7)
Eucliwood (também chamada de Yuu), é uma necromancer que trouxe Ayumu de volta à vida, para ser seu guarda, e desde então vive junto com ele. Sua magia é tão poderosa que ela tem que usar uma armadura pesada para reprimir suas emoções, a fim de controlar a magia. Ela não pode falar, pois suas palavras carregam também uma poderosa magia com elas e, ao invés disso se comunica através de notas escritas, principalmente relativas ao seu apetite. Ela não gosta de pessoas falando sobre a morte ou dizendo para outras que elas devem morrer, pois quando ela cura ou revive alguém, ela sente a mesma dor que a pessoa sentiu, assim ela entende a dor da morte, apesar de ser imortal. Ayumu muitas vezes tem pensamentos sobre ela falando de uma maneira fofa e com comportamento moe (dublada por uma Seiyu diferente a cada episódio do anime). No episódio 11 do anime, ela falou pela primeira vez, indicando que ela ganhou algum controle sobre a sua magia.
Haruna-kun (ハルナ)
Dublada por: Iori Nomizu
Haruna é uma auto-proclamada "Masou Shoujo" (um trocadilho com a palavra Mahou shoujo) de um mundo mágico. Ela luta com uma motoserra rosa chamada Mystletainn (ミストルティン, Misutorutein) contra os monstros conhecidos como "Megalos". Ela também pode usar sua magia para reparar os danos causados pelas suas batalhas e apagar a memória das pessoas. Ela foi originalmente enviada por sua professora, Dai-sensei, para ir a Kyoto para obter alguns tofu, mas acabou em Tóquio, em vez disso. Após seu primeiro encontro com Ayumu após uma luta com um Megalo, grande parte de seus poderes mágicos são absorvido por ele. Enquanto ela tenta entender essa situação, ela passa a responsabilidade para ele de lutar contra os Megalos. Ela é capaz de fazer deliciosos ovos fritos, mas isso é tudo que ela pode fazer.
Seraphim (セラフィム, Serafimu)
Dublada por: Yōko Hikasa
Seraphim (também chamada de Sera), é uma ninja vampira, que combina sua técnica de espada Tsubamegaeshi (秘 剣 燕返し) e reflexos de ninjas com seus poderes de vampiro para combater seus inimigos. Ela é capaz de formar um par de asas de morcego e uma katana com diversas folhas. Como uma vampira, ela precisa de sangue para se manter viva, e pode anestesiar as pessoas com um beijo, a fim de diminuir a dor das mordidas no pescoço. Ela faz isso com outras meninas, uma vez que beijar um menino que vai simbolizar o casamento segundo suas regras de vampiros. Ela vem para a casa de Ayumu para pedir a ajuda de Eucliwood para questões relacionadas a sua vila ninja, mas Eucliwood recusou-se. Ela acaba sendo uma serva de Ayumu na esperança de que Eucliwood mude de ideia. Ela é bastante fria com Ayumu, constantemente chamando ele de "um pedaço de merda" ou "inseto", embora tenha uma relação saudável quando envolve as habilidades de luta.
Yuki Yoshida (吉田友紀, Yoshida Yuki) / Maelstrom (メイル・シュトローム, Meiru Shutorōmu)
Dublada por: Hisako Kanemoto
Maelstrom (também chamada de Mael) é uma ninja vampira de uma facção oposta a da Serafim, e também é uma estudante na mesma escola do Ayumu, onde ela é conhecida como Yuki Yoshida. Devido à forma como esse nome é escrito, ela é muitas vezes apelidada de "Tomonori" (トモ ノリ). Ela é capaz de usar uma sopa de ramen chamada "tonkotsu" para derrotar os Megalos, mas a explicação por trás da sopa é muito avançada, mesmo para ela entender. Como resultado do acidente no qual ela acaba beijando o Ayumu, após ele ser empurrado pela Haruna, eles são tecnicamente declarados casados pelas regras de vampiros, e ela sempre age como uma esposa. Rumo ao final no anime, ela demonstra ter fortes sentimentos por Ayumu.

## Mídia

### Anime
Em maio de 2010 a editora Fujimi Shobo anunciou a produção de um anime da série. A adaptação da série em anime começou a ser exibida em 11 de janeiro de 2011 e terminou em 30 de março de 2011, com 12 episódios ao todo. A transmissão do episódio 10 foi adiada em uma semana, devido ao Sismo e tsunami de Tohoku de 2011. O anime foi produzido pelo Estúdio DEEN com direção de Kanasaki Takaomi. Um OAD correspondente ao episódio 13 do anime foi lançado junto com a oitava edição da light novel em 10 de junho de 2011. A série será disponibiliza em 6 volumes de DVD/Blu-ray, sendo que o primeiro volume foi lançado em 25 de março de 2011, em edição regular (DVD), limitada (Blu-ray, bastidores e abertura e encerramento versão tv) e de luxo (DVD, bastidores e abertura e encerramento versão tv e comentário em áudio), todas as versões serão acompanhadas pelos dois primeiros episódios. e o sexto e último volume será lançado em 26 de agosto de 2011, todos os volumes serão lançados da mesma forma que o primeiro volume (versão regular, limitada e de luxo). A produção da segunda temporada do anime foi anunciada oficialmente, em junho de 2011, pela editora Kadokawa Shoten. Com o título de "Kore wa Zombie Desu ka? Of The Dead".

#### Episódios
| #  | Título Original em Rōmaji \| Japonês                         | Título em Português (Tradução)                        | Data de Exibição (Japão) |
| -- | ------------------------------------------------------------ | ----------------------------------------------------- | ------------------------ |
| 01 | "Hai, Mahou Shoujo desu" (はい、魔装少女です)                | "Sim, eu sou uma Masou Shoujo"                        | 10 de janeiro de 2011    |
| 02 | "Iie, Kyūketsu Ninja desu" (いいえ、吸血忍者です)            | "Não, eu sou uma Ninja Vampira"                       | 17 de janeiro de 2011    |
| 03 | "Sou, Kamigata wa Tsuintēru ni" (そう、髪型はツインテールに) | "Sim, eu uso Maria-Chiquinha"                         | 24 de janeiro de 2011    |
| 04 | "Cho, Ore Kagayai Teru?" (ちょ、俺輝いてる？)                | "Espere, eu estou Radiante?"                          | 31 de janeiro de 2011    |
| 05 | "Ee, Kyōtōfu Dosue" (ええ、京豆腐どすえ)                     | "Sim, é Kyo-Tofu"                                     | 7 de fevereiro de 2011   |
| 06 | "Sou, Watashi wa Shi o Yobu Mono" (そう、私は死を呼ぶもの)   | "Sim, eu sou a Mensageira da Morte"                   | 14 de fevereiro de 2011  |
| 07 | "Oi, Omae Doko-chū dayo?" (おい、お前どこ中だよ?)            | "Ei, para qual Escola você vai?"                      | 22 de fevereiro de 2011  |
| 08 | "Ehe, Gakuen-tsuma desu" (えへ、学園妻です)                  | "Hehe, sou uma Esposa na Escola"                      | 1 de março de 2011       |
| 09 | "Hai, Nugu to Sugoin desu" (はい、脱ぐと凄いんです)          | "Sim, Você não Acreditaria do que Está Embaixo Disso" | 8 de março de 2011       |
| 10 | "Iie, Sore wa Bakuhatsu Shimasu" (いいえ、それは爆発します)  | "Não, Aquilo Vai Explodir"                            | 22 de março de 2011      |
| 11 | "Ā, Ore no Tokoro ni Iro!" (ああ、オレの所にいろ!)           | "Sim, Fique Comigo!"                                  | 29 de março de 2011      |
| 12 | "Hai, Mada Tsuzukimasu" (はい、まだ続きます)                 | "Sim, Ainda Continua"                                 | 30 de março de 2011      |

#### Segunda Temporada
| #  | Título Original em Rōmaji \| Japonês                           | Título em Português (Tradução)     | Data de Exibição (Japão) |
| -- | -------------------------------------------------------------- | ---------------------------------- | ------------------------ |
| 01 | "Hai, Ima Futatabi no Masō Henshin!" (はい、今再びの魔装変身!) | "Sim, mais uma transformação Maso" | 4 de abril de 2012       |

### Light Novel
Kore wa Zombie desu ka? Começou como uma light novel escrita por Shinichi Kimura, com ilustrações fornecidas por Kobuichi e Muririn. O primeiro volume foi publicado em 20 de janeiro de 2009 pela editora Fujimi Shobo. 14 volumes foram publicados até o momento, sendo que o último foi lançado em 19 de Outubro de 2013.

### CD Drama
Um CD drama publicado pela Marine Entertainment, com as vozes dos artistas Fumihiko Tachiki, Mamiko Noto, Yukari Tamura e Shizuka Ito foi lançado em 30 de dezembro de 2009. Outro CD drama foi lançado em 9 de fevereiro de 2011, com participação dos dubladores das personagens principais do anime, junto com Rie Yamaguchi.

Capa do single da abertura
"Ma・Ka・Se・Te Tonight"

### Música
O tema de abertura da primeira temporada é "Ma・Ka・Se・Te Tonight" e o da segunda é "***Passionate" ambas cantadas pela mesma dubladora da personagem Haruna (Iori Nomizu) e o tema de encerramento da primeira temporada é "Kizuite Zombie-sama, Watashi wa Classmate desu" cantado por Rie Yamaguchi e manzo. E o da segunda é "Koi no Beginner Nan Desu (T_T)" O single da primeira abertura foi lançado em 9 de fevereiro de 2011, juntamente com o single do primeiro encerramento, que também foi lançado nesse mesmo dia. As OSTs do anime composta por Shinji Kakijima, foram lançadas em 9 de março de 2011. Um Radio CD sobre a série foi lançado em 9 de março de 2011. Outro Radio CD foi lançado em 13 de abril de 2011.

#### Músicas do anime
Temas de abertura:
- "Ma・Ka・Se・Te Tonight" por Iori Nomizu
- "***Passionate", por Iori Nomizu

Temas de encerramento:
- "Kizuite Zombie-sama, Watashi wa Classmate desu" por Rie Yamaguchi e manzo
- "Koi no Beginner Nan Desu (T_T)" por Rie Yamaguchi